# Tengthing
Tengthing ist eine zweifellige Röhrentrommel, deren Körper aus Hartholz oder aus weichem Holz gefertigt sein kann. Sie wird in Nordthailand benutzt.
Die beiden Trommelfelle bestehen aus Kuhhaut. Die tengthing wird bei Prozessionen als eines der Schlaginstrumente benutzt, während festlicher Anlässe, wie Ordination von Mönchen, Tempelmärkten, Thet Mahachat und Begräbnissen.